# Rudolf W. Meyer
Rudolf Walter Meyer (* 25. April 1915 in Baden; † 4. Januar 1989 in Certenago) war ein Schweizer Philosoph.

## Leben
Rudolf Meyer, Sohn des Kaufmanns Julius Albert Meyer, besuchte das Realgymnasium in Zürich. Bis 1938 studierte er Romanistik und Philosophie an der Pariser Sorbonne. Nach der Promotion 1941 habilitierte er sich 1946 an der Universität Zürich mit einer Schrift über Gottfried Wilhelm Leibniz. Anschliessend arbeitete er für den Schweizerischen Handels- und Industrieverein. 1956 wurde er zunächst zum Titular-, 1958 dann zum ausserordentlichen und 1969 schliesslich zum ordentlichen Professor der Universität Zürich ernannt.
Meyer wurde 1982 zusammen mit Heinz Kimmerle und Wolfgang Lefèvre zum Vorstand der Internationalen Hegel-Gesellschaft gewählt und 1988 bestätigt. In dieser Eigenschaft gab er – ebenfalls gemeinsam mit Kimmerle und Lefèvre – das Hegel-Jahrbuch heraus. Meyer edierte ausserdem die Logica Hamburgensis, das Hauptwerk des deutschen Philosophen Joachim Jungius (1587–1657). Am 4. Januar 1989 starb der in Basel heimatberechtigte im italienischen Certenago.

## Schriften
- Der Protest des Gewissens in der Philosophie (1941)
- Leibniz und die europäische Ordnungskrise. Hamburg, Hansischer Gildenverlag, 1948.
- Das Zeitproblem im 20. Jahrhundert (1964)

als Herausgeber:
- Das Problem des Fortschrittes – heute. Wissenschaftliche Buchgesellschaft, Darmstadt 1969.
- Joachim Jungius: Joachimi Jungii Logica Hamburgensis. (Edidit Rudolf W. Meyer./ Logicae Hamburgensis Additamenta. Cum annotationibus edidit Wilhem Risse). 2 Bände. Hamburg, J.J.Augustin, MCMLVII / Göttingen, Vandenhoeck & Ruprecht, 1977.